# Жант
Жант (фр. Jeantes) — коммуна во Франции, находится в регионе Пикардия. Департамент коммуны — Эна. Входит в состав кантона Ирсон. Округ коммуны — Вервен.
Код INSEE коммуны — 02391.

## Население
Население коммуны на 2010 год составляло 217 человек.
| 1962 | 1968 | 1975 | 1982 | 1990 | 1999 | 2010 |
| ---- | ---- | ---- | ---- | ---- | ---- | ---- |
| 372  | 316  | 254  | 236  | 230  | 213  | 217  |

## Экономика
В 2010 году среди 142 человек трудоспособного возраста (15—64 лет) 103 были экономически активными, 39 — неактивными (показатель активности — 72,5 %, в 1999 году было 68,5 %). Из 103 активных жителей работали 89 человек (50 мужчин и 39 женщин), безработных было 14 (5 мужчин и 9 женщин). Среди 39 неактивных 9 человек были учениками или студентами, 17 — пенсионерами, 13 были неактивными по другим причинам.